# Los Wachiturros
Los Wachiturros es un grupo musical de Argentina que fusiona elementos de la cumbia con el reguetón. Son considerados precursores de la popularización de géneros como el RKT. Es formado por 11 integrantes
Los integrantes de la banda comenzaron como bailarines en discotecas del Gran Buenos Aires en la república de Argentina, subieron un video a la red YouTube, que a enero de 2012 había superado las 10 millones de visitas; pasaron por el programa de televisión Pasión de sábado y fueron a ser el segundo término con mayor cantidad de búsquedas en Google en Argentina en el año 2011.
A pesar del éxito alcanzado, los escándalos, litigios judiciales, y el arresto de uno de sus miembros por un cargo de abuso sexual a una menor de edad, y conflictos internos entre sus miembros, terminarían por disolver al grupo en el año 2013.
En mayo de 2019, y tras una iniciativa surgida en la red social Instagram, la banda volvió a reunirse para realizar una gira por el Norte Argentino, además de grabar una versión de la canción «Otro trago».

## Historia
El conjunto se formó a principios de 2011 cuando un productor conoció a un grupo de jóvenes que bailaban los fines de semana en una discoteca de la zona oeste del Gran Buenos Aires.
Según DJ Memo:
"vi que llamaban mucho la atención y les pedí a unos amigos cumbieros que los incluyeran en su grupo",
y resultó que los bailarines eran más seguidos que los cantantes del grupo, por lo que decidieron formar su propia banda.

## Origen del nombre
El nombre proviene de la combinación de dos palabras: wachi (deformación del diminutivo irregular de «guacho», que en lunfardo significa 'huérfano' o 'bastardo' y por desplazamiento semántico viene a denotar 'muchacho', 'persona muy joven') y turro (que en lunfardo significa: 'incapaz', 'inepto', 'necio', 'mala persona', 'sinvergüenza' o 'desfachatado', pero que fue adoptado como un denominativo regular en la jerga de parte de la juventud de clase baja de Buenos Aires, y es el nombre que recibe una tribu urbana aparecida en el año 2008 y a la cual pertenecían los integrantes de la banda).

## Controversias

### Denuncia de plagio
El cantante puertorriqueño Rey Pirin inició una demanda contra el grupo acusándolo de plagiar su hit "Tírate un paso". Según el puertorriqueño, esta canción estaba registrada por él desde el año 2005 y pidió al menos un millón de dólares en compensación, debido a que la banda argentina registró el hit en SADAIC sin mencionar su verdadero autor.
Además Jowell y Baby Rasta acusaron también a Los Wachiturros de plagio. El cantante Arcángel hizo lo propio en su cuenta oficial de Facebook, acusando de haber plagiado a su colega Randy. Esto se debió ya que en el mismo tema de "Tírate un paso", el grupo plagia dos estrofas de la canción "Soy una gárgola" de Randy, publicada en 2007.
Si no fuera para más, en la canción de "Tírate un paso" también aparece la canción "Tembleque" de John Eric, el cual, como tal no presentó una demanda formal, y por último también aparece la canción "Toma Toma" del cantante Andy boy, junto a Falo "El Rey de Carolina" y Miguelito (cantante) los cuales tampoco concretaron una demanda pero lo podrían hacer.

### Violencia de género
Un verso de la canción "Tírate un paso" fue asociada con la violencia de género: según la Asociación Mujeres en Igualdad (MEI) el hit tiene "un nivel de sexismo y agresión". El pasaje en cuestión es "ella quiere látigo turro dame látigo/ella quiere látigo turro dame látigo/látigo látigo".

### Vestimenta
Los miembros de la banda solían usar en sus espectáculos remeras marca Lacoste, que es una marca considerada de estatus para mayormente consumidores de alto poder adquisitivo. Según declaró Emanuel en un recital en Mar del Plata, dicha marca le había ofrecido a su productor una suma de dinero para que no usaran sus productos. No es claro que el uso de esta indumentaria por parte de Los Wachiturros sea un desprestigio para la marca, ya que según algunos especialistas "el consumidor de Lacoste ni se va a dar cuenta de Los Wachiturros. Es otro target de edad, de gustos muy diferentes". Sin embargo, la empresa negó las acusaciones. También, durante sus shows, solían utilizar indumentaria de clubes deportivos, más específicamente del Club Deportivo Morón, la entidad deportiva más popular del barrio del cual los integrantes provenían.

## Miembros

### Miembros actuales
- Gonzalo Muñoz «Gonzalito» - voz, bailarín y coreógrafo (2011-2013) (2019-presente)
- Emanuel Guidone «Memo» - DJ (2011-2013) (2019-presente)
- Leonel Lencinas «Leito» - bailarín (2011-2013) (2019-presente)
- Brian Romero «Coqii» - bailarín (2011-2013) (2019-presente)

### Miembros anteriores
- Simón Gaete - voz (2011)
- Lucas Caballero «Kaká» - bailarín y coreógrafo (2011-2012)
- Matías Flores «Mc Cakito» - bailarín y coreógrafo (2011-2012)[19]

## Discografía
- Tirate un paso (2011)